# Pedicularis alaschanica
Pedicularis alaschanica är en snyltrotsväxtart som beskrevs av Carl Maximowicz. Pedicularis alaschanica ingår i släktet spiror, och familjen snyltrotsväxter. Inga underarter finns listade i Catalogue of Life.